# كبريتات السترونتيوم
 كبريتات السترونتيوم (سلفات السترونتيوم) مركب كيميائي له الصيغة SrSO4، ويكون على شكل بلورات بيضاء.

## الخواص
- ينحل مركب كبريتات السترونتيوم بشكل ضعيف جداً في الماء، حيث ينحل 13.5 مغ لكل 100 مل ماء عند الدرجة 25°س. بالمقابل فإنه ينحل جيداً في الأحماض المعدنية.
- يؤدي التسخين إلى درجات حرارة فوق 1580°س إلى تفكك المركب حسب المعادلة التالية:

SrSO4 –Δ→ SrO + SO2 + O2
- لبلورات كبريتات السترونتيوم بنية بلورية تشبه بنية كبريتات الباريوم، وهي تتبع النظام المعيني القائم. تبلغ قرينة انكسار بلورات كبريتات السترونتيوم  1.622.[3]

## الوفرة الطبيعية والتحضير
يوجد كبريتات السترونتيوم طبيعياً في معدن السيليستين Celestine.
يحضر كبريتات السترونتيوم مخبرياً من تفاعل ترسب الكبريتات وذلك بمفاعلة هيدروكسيد السترونتيوم مع كبريتات الصوديوم على سبيل المثال، حسب المعادلة:
Sr(OH)2 + Na2SO4 → SrSO4↓ + 2NaOH

## الاستخدامات
- يستخدم مركب كبريتات السترونتيوم كملون في الألعاب النارية، حيث يعطي لوناً أحمرَ ساطعاً، كما يستعمل كخضاب أبيض.
- يعد كبريتات السترونتيوم (على شكل معدن السيليستين) مصدراً لأملاح السترونتيوم الأخرى.
- يدخل في صناعة السيراميك.